# Dave B. Mitchell (doppiatore)
Dave B. Mitchell (Tullahoma, 25 luglio 1969) è un doppiatore e musicista statunitense.
Iniziò l'attività di doppiatore nel 1997, la sua voce è apparsa in centinaia di progetti in film, televisione, animazione, videogiochi, audiolibri e in Internet. È stato inoltre ospite in Comedy Central. Dal 2019 è il doppiatore ufficiale di Knuckles the Echidna della serie Sonic (a partire da Team Sonic Racing).

## Doppiaggio
- Aaron Hill in Death Stranding [1]
- Shocker in Marvel's Spder-Man[2]
- Fáfnir in Twilight of the Gods - serie animata (2024)

## Doppiatori italiani
Marcello Moronesi in Marvel's Spider-Man